# Mỏ than Núi Hồng
Mỏ than Núi Hồng là một mỏ than đá lớn ở huyện Đại Từ tỉnh Thái Nguyên, Việt Nam và ở khu vực Đông Bắc Bộ.
Mỏ than Núi Hồng nằm ở địa phận xã Na Mao và xã Yên Lãng, huyện Đại Từ, tỉnh Thái Nguyên.
Mỏ than có trữ lượng trung bình từ 400 nghìn tấn đến 500 nghìn tấn mỗi năm. Mỏ còn được gọi là Mỏ Núi Hồng.